# ألكسيس غوتيريز
ألكسيس غوتيريز (بالإسبانية: Alexis Gutiérrez) هو لاعب كرة قدم مكسيكي في مركز الوسط، ولد في 26 فبراير 2000 في ليون في المكسيك. لعب مع نادي غوادالاخارا.

## وصلات خارجية
- ألكسيس غوتيريز على موقع قاعدة بيانات كرة القدم.إي يو (الإنجليزية)
- ألكسيس غوتيريز على موقع Soccerway.com (الإنجليزية)
- ألكسيس غوتيريز على موقع عالم كرة القدم.نت (الإنجليزية)